# 費氏胸棘鯛
費氏胸棘鯛，是輻鰭魚綱金眼鯛目燧鯛亞目燧鯛科的一個種。分布於中西太平洋區的夏威夷群島海域，棲息深度在500至520公尺，體長可達15.9公分，無任何經濟價值。